# 粟鹿村
粟鹿村（あわがむら）は、兵庫県朝来郡にあった村。現在の朝来市山東町の南東部にあたる。

## 地理
- 山岳：粟鹿山
- 河川：粟鹿川、柴川

## 歴史
- 1889年（明治22年）4月1日 - 町村制の施行により、粟鹿村・和賀村・早田村・柴村・一品村の区域をもって発足。
- 1954年（昭和29年）3月31日 - 梁瀬町・与布土村と合併して山東町が発足。同日粟鹿村廃止。

## 交通

### 道路
現在は旧村域に北近畿豊岡自動車道の山東インターチェンジが所在するが、当時は未開通。